# Bob Minkler
Bob Minkler (Glendale, 1937 — 11 de outubro de 2015) é um sonoplasta estadunidense. Venceu o Oscar de melhor mixagem de som na edição de 1978 por Star Wars, ao lado de Ray West, Don MacDougall e Derek Ball.